# Tamaha, Oklahoma
Tamaha, Oklahoma (енгл. Tamaha) град је у америчкој савезној држави Оклахома.

## Демографија
По попису из 2010. године број становника је 176, што је 22 (-11,1%) становника мање него 2000. године.
| Група             | 2000.       | 2010.       |
| Белци             | 167 (84,3%) | 136 (77,3%) |
| Афроамериканци    | 0 (0,0%)    | 0 (0,0%)    |
| Азијати           | 0 (0,0%)    | 0 (0,0%)    |
| Хиспаноамериканци | 0 (0,0%)    | 8 (4,5%)    |
| Укупно            | 198         | 176         |